# Chorthippus similis
Chorthippus similis är en insektsart som beskrevs av Umnov 1930. Chorthippus similis ingår i släktet Chorthippus och familjen gräshoppor. Inga underarter finns listade i Catalogue of Life.